# Duquesa de Orleães
Duquesa de Orleães era o título da esposa do Duque d'Orleães. Uma vez que no Reino da França imperava a lei sálica, nunca houve uma Duquesa de Orleães em seu próprio direito.

## Duquesas de Orleães

### Casa de Valois
| Imagem | Nome               | Nascimento              | Casamento              | Tornou-se duquesa                         | Encerrou como duquesa                                 | Morte                          | Marido           |
| ------ | ------------------ | ----------------------- | ---------------------- | ----------------------------------------- | ----------------------------------------------------- | ------------------------------ | ---------------- |
|        | Branca de França   | 1 de abril de 1328      | 8 de janeiro de 1345   | 8 de janeiro de 1345                      | 1 de setembro de de 1376 morte do marido              | 8 de fevereiro de 1393         | Filipe de Valois |
|        | Valentina Visconti | 1371                    | 17 de agosto de 1389   | 17 de agosto de 1389                      | 23 de novembro de 1407 morte do marido                | 4 de dezembro de 1408          | Luís I           |
|        | Isabel de Valois   | 9 de novembro de 1389   | 29 de junho de 1406    | 23 de novembro de 1407 ascensão do marido | 13 de setembro de 1409                                | 13 de setembro de 1409         | Carlos I         |
|        | Bona de Armagnac   | 19 de fevereiro de 1395 | 15 de agosto de 1410   | 15 de agosto de 1410                      | 1430 ou 11 de novembro de 1435                        | 1430 ou 11 de novembro de 1435 | Carlos I         |
|        | Maria de Cleves    | 19 de setembro de 1426  | 27 de novembro de 1440 | 27 de novembro de 1440                    | 5 de janeiro de 1465 morte do marido                  | 23 de agosto de 1487           | Carlos I         |
|        | Joana de Valois    | 23 de abril de 1464     | 8 de setembro de 1476  | 8 de setembro de 1476                     | 7 de abril de 1498 tornou-se Rainha consorte          | 4 de fevereiro de 1505         | Luís II          |
|        | Catarina de Médici | 13 de abril de 1519     | 28 de outubro de 1533  | 28 de outubro de 1533                     | 7 de abril de 1498 título passado para o irmão do rei | 5 de janeiro de 1589           | Henrique I       |

### Casa de Bourbon
| Imagem | Nome                | Nascimento            | Casamento                 | Tornou-se duquesa         | Encerrou como duquesa                  | Morte               | Marido |
| ------ | ------------------- | --------------------- | ------------------------- | ------------------------- | -------------------------------------- | ------------------- | ------ |
|        | Maria de Bourbon    | 15 de outubro de 1605 | 6 de agosto de 1626       | 6 de agosto de 1626       | 4 de junho de 1627                     | 4 de junho de 1627  | Gastão |
|        | Margarida de Lorena | 22 de julho de 1615   | 2 ou 3 de janeiro de 1632 | 2 ou 3 de janeiro de 1632 | 2 de fevereiro de 1660 morte do marido | 13 de abril de 1672 | Gastão |

### Casa de Orleães
| Imagem | Nome                              | Nascimento             | Casamento              | Tornou-se duquesa                         | Encerrou como duquesa                         | Morte                  | Marido          |
| ------ | --------------------------------- | ---------------------- | ---------------------- | ----------------------------------------- | --------------------------------------------- | ---------------------- | --------------- |
|        | Henriqueta Ana de Inglaterra      | 16 de junho de 1644    | 31 de março de 1661    | 31 de março de 1661                       | 30 de junho de 1670                           | 30 de junho de 1670    | Filipe I        |
|        | Isabel Carlota do Palatinado      | 27 de maio de 1652     | 16 de novembro de 1671 | 16 de novembro de 1671                    | 9 de junho de 1701 morte do marido            | 8 de dezembro de 1722  | Filipe I        |
|        | Francisca Maria de Bourbon        | 4 de maio de 1677      | 18 de fevereiro 1692   | 9 de junho de 1701 ascensão do marido     | 2 de dezembro de 1723 morte do marido         | 1 de fevereiro de 1749 | Filipe II       |
|        | Augusta de Baden-Baden            | 10 de novembro de 1704 | 13 de julho de 1724    | 13 de julho de 1724                       | 8 de agosto de 1726                           | 8 de agosto de 1726    | Luís            |
|        | Luísa Henriqueta de Bourbon       | 20 de junho de 1726    | 17 de dezembro de 1743 | 4 de fevereiro 1752 ascensão do marido    | 9 de fevereiro de 1759                        | 9 de fevereiro de 1759 | Luís Filipe I   |
|        | Luísa Maria Adelaide de Bourbon   | 13 de março de 1753    | 8 de maio de 1768      | 18 de novembro de 1785 ascensão do marido | 6 de novembro de 1793 execução do marido      | 29 de junho de 1821    | Luís Filipe II  |
|        | Maria Amélia de Nápoles e Sicília | 26 de abril de 1782    | 25 de novembro de 1809 | 25 de novembro de 1809                    | 9 de agosto de 1830 tornou-se Rainha consorte | 24 de março de 1866    | Luís Filipe III |
|        | Helena de Mecklemburgo-Schwerin   | 24 de janeiro de 1814  | 30 de maio de 1837     | 30 de maio de 1837                        | 13 de julho de 1842 morte do marido           | 17 de maio de 1858     | Fernando Filipe |